# Fernando Cortés Ramírez de Arellano
Fernando Cortés Ramírez de Arellano (1563 – 1602) fue el III marqués del Valle de Oaxaca. Murió sin descendencia legítima de modo que el título pasó a su hermano Pedro. Ostentó el título entre 1589 y 1602.

## Biografía
Hijo de Martín Cortés Zúñiga, II marqués del Valle de Oaxaca, y de su esposa Ana Ramírez de Arellano, Fernando Cortés era además nieto de Hernán Cortés, gobernador y capitán general de la Nueva España, quien recibió del monarca Carlos I de España el marquesado del Valle de Oaxaca en 1529 por la conquista de dichas tierras en el actual México. 
Se casó con Mencía de la Cerda, hija de los II condes de Chinchón, de quien tuvo un hijo que murió siendo aún un niño. Tuvo dos hijos fuera del matrimonio con María Niño de Guevara: el capitán de caballos y maestre de campo Diego Cortés y Magdalena Cortés, monja del convento de Santa Catalina de Siena en Valladolid.
Fue sepultado junto con su mujer en el convento de la Merced Calzada en Madrid.
Su hermano Pedro Cortés Ramírez de Arellano fue designado IV marqués de Oaxaca después de su muerte.